# Circuito di Pau
Il circuito di Pau è un tracciato lungo 2,76 km ricavato dalle strette strade della cittadina pirenaica di Pau, in Francia.
Vi si svolge da decenni il Grand Prix de Pau, riservato dal 1999 al 2006 alle vetture di Formula 3 e dal 2007 valevole per il Campionato del mondo turismo (WTCC).

## Storia

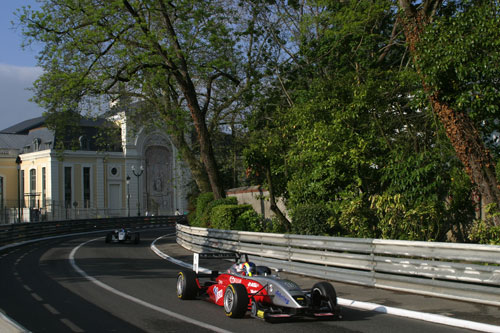
Una Formula 3 sul circuito

La prima gara si tenne a Pau nel 1901 e fu la prima in assoluto ad essere chiamata "Grand Prix".
Successivamente si dovette attendere il 1933 per vedere di nuovo sfrecciare le auto in città lungo un tracciato di 2,65 km solo leggermente diverso da quello che fu tracciato nel 1935 e ancora oggi usato, poiché dopo il tornante  le Lycée, i concorrenti raggiungevano la curva  Foch percorrendo  Allée Anna de Noailles invece di  Allée Alfred de Musset.
Nell'ottobre del 2002 è stato annunciato l'allungamento del circuito per poter ospitare gare di categoria superiore, portando la lunghezza a 3,23 km. L'idea alla base del progetto prevedeva di svoltare su  avenue  de Barèges all'altezza della chicane e, percorrendo  place Gambetta e  rue de Bizanos, ritornare verso  avenue Gaston Lacoste ma alla fine il progetto non è mai stato realizzato.
Recentemente è entrato in funzione nei pressi della città un autodromo permanente, il circuito di Pau-Arnos.

## Vincitori del Gran Prix de Pau
| Anno      | Vincitore                  | Nazione        | Vettura              | Formula        |
| --------- | -------------------------- | -------------- | -------------------- | -------------- |
| 1901      | Maurice Farman             | Francia        | Panhard              | Heavy cars     |
| 1901      | Henri Farman               | Francia        | Darracq              | Light cars     |
| 1901      | Louis Renault              | Francia        | Renault              | Voiturette     |
| 1902-1932 | Non disputato.             | Non disputato. | Non disputato.       | Non disputato. |
| 1933      | Marcel Lehoux              | Francia        | Bugatti              | Formula Libera |
| 1934      | Non disputato.             | Non disputato. | Non disputato.       | Non disputato. |
| 1935      | Tazio Nuvolari             | Italia         | Alfa Romeo           | Formula Libera |
| 1936      | Philippe Étancelin         | Francia        | Maserati             | Formula Libera |
| 1937      | Jean-Pierre Wimille        | Francia        | Bugatti              | Formula Libera |
| 1938      | René Dreyfus               | Francia        | Delahaye             | 4500 cm3       |
| 1939      | Hermann Lang               | Germania       | Mercedes-Benz        | 4500 cm3       |
| 1940-1946 | Non disputato.             | Non disputato. | Non disputato.       | Non disputato. |
| 1947      | Nello Pagani               | Italia         | Maserati             | 4500 cm3       |
| 1948      | Nello Pagani               | Italia         | Maserati             | 4500 cm3       |
| 1949      | Juan Manuel Fangio         | Argentina      | Maserati             | 4500 cm3       |
| 1950      | Juan Manuel Fangio         | Argentina      | Maserati             | Formula 1      |
| 1951      | Luigi Villoresi            | Italia         | Ferrari              | Formula 1      |
| 1952      | Alberto Ascari             | Italia         | Ferrari              | Formula 2      |
| 1953      | Alberto Ascari             | Italia         | Ferrari              | Formula 2      |
| 1954      | Jean Behra                 | Francia        | Gordini              | Formula 1      |
| 1955      | Jean Behra                 | Francia        | Maserati             | Formula 1      |
| 1956      | Non disputato.             | Non disputato. | Non disputato.       | Non disputato. |
| 1957      | Jean Behra                 | Francia        | Maserati             | Formula 1      |
| 1958      | Maurice Trintignant        | Francia        | Cooper               | Formula 2      |
| 1959      | Maurice Trintignant        | Francia        | Cooper               | Formula 2      |
| 1960      | Jack Brabham               | Australia      | Cooper               | Formula 2      |
| 1961      | Jim Clark                  | Regno Unito    | Lotus                | Formula 1      |
| 1962      | Maurice Trintignant        | Francia        | Lotus                | Formula 1      |
| 1963      | Jim Clark                  | Regno Unito    | Lotus                | Formula 1      |
| 1964      | Jim Clark                  | Regno Unito    | Lotus                | Formula 2      |
| 1965      | Jim Clark                  | Regno Unito    | Lotus                | Formula 2      |
| 1966      | Jack Brabham               | Australia      | Brabham              | Formula 2      |
| 1967      | Jochen Rindt               | Austria        | Brabham              | Formula 2      |
| 1968      | Jackie Stewart             | Regno Unito    | Matra                | Formula 2      |
| 1969      | Jochen Rindt               | Austria        | Lotus                | Formula 2      |
| 1970      | Jochen Rindt               | Austria        | Lotus                | Formula 2      |
| 1971      | Reine Wisell               | Svezia         | Lotus                | Formula 2      |
| 1972      | Peter Gethin               | Regno Unito    | Chevron              | Formula 2      |
| 1973      | François Cevert            | Francia        | Alpine Renault       | Formula 2      |
| 1974      | Patrick Depailler          | Francia        | March                | Formula 2      |
| 1975      | Jacques Laffite            | Francia        | Martini              | Formula 2      |
| 1976      | René Arnoux                | Francia        | Martini              | Formula 2      |
| 1977      | René Arnoux                | Francia        | Martini              | Formula 2      |
| 1978      | Bruno Giacomelli           | Italia         | March                | Formula 2      |
| 1979      | Eddie Cheever              | Stati Uniti    | Osella               | Formula 2      |
| 1980      | Richard Dallest            | Francia        | AGS                  | Formula 2      |
| 1981      | Geoff Lees                 | Regno Unito    | Ralt                 | Formula 2      |
| 1982      | Johnny Cecotto             | Venezuela      | March                | Formula 2      |
| 1983      | Jo Gartner                 | Austria        | Spirit               | Formula 2      |
| 1984      | Mike Thackwell             | Nuova Zelanda  | Ralt                 | Formula 2      |
| 1985      | Christian Danner           | Germania       | March                | Formula 3000   |
| 1986      | Mike Thackwell             | Nuova Zelanda  | Ralt                 | Formula 3000   |
| 1987      | Yannick Dalmas             | Francia        | March                | Formula 3000   |
| 1988      | Roberto Moreno             | Brasile        | Reynard              | Formula 3000   |
| 1989      | Jean Alesi                 | Francia        | Reynard              | Formula 3000   |
| 1990      | Eric van de Poele          | Belgio         | Reynard              | Formula 3000   |
| 1991      | Jean-Marc Gounon           | Francia        | Ralt                 | Formula 3000   |
| 1992      | Emanuele Naspetti          | Italia         | Reynard              | Formula 3000   |
| 1993      | Pedro Lamy                 | Portogallo     | Reynard              | Formula 3000   |
| 1994      | Gil de Ferran              | Brasile        | Reynard              | Formula 3000   |
| 1995      | Vincenzo Sospiri           | Italia         | Reynard              | Formula 3000   |
| 1996      | Jörg Müller                | Germania       | Lola                 | Formula 3000   |
| 1997      | Juan Pablo Montoya         | Colombia       | Lola                 | Formula 3000   |
| 1998      | Juan Pablo Montoya         | Colombia       | Lola                 | Formula 3000   |
| 1999      | Benoît Tréluyer            | Francia        | Dallara              | Formula 3      |
| 2000      | Jonathan Cochet            | Francia        | Dallara              | Formula 3      |
| 2001      | Anthony Davidson           | Regno Unito    | Dallara              | Formula 3      |
| 2002      | Renaud Derlot              | Francia        | Dallara              | Formula 3      |
| 2003      | Gara 1 : Ryan Briscoe      | Australia      | Dallara              | Formula 3      |
| 2003      | Gara 2 : Fabio Carbone     | Brasile        | Dallara              | Formula 3      |
| 2004      | Gara 1 : Jamie Green       | Regno Unito    | Dallara 303 Mercedes | Formula 3      |
| 2004      | Gara 2 : Nicolas Lapierre  | Francia        | Dallara 304 Opel     | Formula 3      |
| 2005      | Gara 1 : Lewis Hamilton    | Regno Unito    | Dallara 305 Mercedes | Formula 3      |
| 2005      | Gara 2 : Lewis Hamilton    | Regno Unito    | Dallara 305 Mercedes | Formula 3      |
| 2006      | Gara 1: Romain Grosjean    | Francia        | Dallara              | Formula 3      |
| 2006      | Gara 2: Romain Grosjean    | Francia        | Dallara              | Formula 3      |
| 2007      | Gara 1: Alain Menu         | Svizzera       | Chevrolet Lacetti    | WTCC           |
| 2007      | Gara 2: Augusto Farfus Jr. | Brasile        | BMW 320si            | WTCC           |
| 2008      | Gara 1: Augusto Farfus Jr. | Brasile        | BMW 320si            | WTCC           |
| 2008      | Gara 2: Andy Priaulx       | Regno Unito    | BMW 320si            | WTCC           |
| 2009      | Gara 1: Robert Huff        | Regno Unito    | Chevrolet Cruze      | WTCC           |
| 2009      | Gara 2: Alain Menu         | Svizzera       | Chevrolet Cruze      | WTCC           |

## Altre gare svolte sul circuito di Pau
| Anno | Vincitore                  | Nazione     | Vettura                 | Formula            | Note                                                                          |
| ---- | -------------------------- | ----------- | ----------------------- | ------------------ | ----------------------------------------------------------------------------- |
| 1930 | Philippe Étancelin         | Francia     | Bugatti T35C            | Formula Grand Prix | Formula Libera, Campionato Grand Prix 1930                                    |
| 1965 |                            |             | Renault 8 Gordini       | monomarca          | Coppa Gordini                                                                 |
| 1966 |                            |             | Renault 8 Gordini       | monomarca          | Coppa Gordini                                                                 |
| 1967 |                            |             | Renault 8 Gordini       | monomarca          | Coppa Gordini                                                                 |
| 1968 |                            |             | Renault 8 Gordini       | monomarca          | Coppa Gordini                                                                 |
| 1969 |                            |             | Renault 8 Gordini       | monomarca          | Coppa Gordini                                                                 |
| 1970 |                            |             | Renault 8 Gordini       | monomarca          | Coppa Gordini                                                                 |
| 1971 |                            |             | Renault 12 Gordini      | monomarca          | Coppa Gordini                                                                 |
| 1972 |                            |             | Renault 12 Gordini      | monomarca          | Coppa Gordini                                                                 |
| 1973 |                            |             | Renault 12 Gordini      | monomarca          | Coppa Gordini                                                                 |
| 1974 |                            |             | Renault 12 Gordini      | monomarca          | Coppa Gordini                                                                 |
| 1975 |                            |             | Renault 12 Gordini      | monomarca          | Coppa Gordini                                                                 |
| 2008 | Gara 1 : James Jakes       | Regno Unito | Dallara F308 Mercedes   | Formula 3          | La gara era di contorno al Gran Prix de Pau, disputatosi con le vetture WTCC. |
| 2008 | Gara 2: Edoardo Mortara    | Italia      | Dallara F308 Volkswagen | Formula 3          | La gara era di contorno al Gran Prix de Pau, disputatosi con le vetture WTCC. |
| 2009 | Gara 1: Fabio Leimer       | Svizzera    | Tatuus Honda            | Formula Masters    | La gara era di contorno al Gran Prix de Pau, disputatosi con le vetture WTCC. |
| 2009 | Gara 2: Alessandro Kouzkin | Russia      | Tatuus Honda            | Formula Masters    | La gara era di contorno al Gran Prix de Pau, disputatosi con le vetture WTCC. |